# Gnuteca
Gnuteca es una aplicación para bibliotecas basada en Software Libre y desarrollada por Solis (Cooperativa de Soluções Livres). Con Gnuteca se puede automatizar todos los procesos de una biblioteca, independientemente del tamaño de su acervo o del número de usuarios. Este sistema fue creado de acuerdo a criterios definidos y validados por un grupo de bibliotecarios y fue desarrollado teniendo como base varias pruebas en una biblioteca real, la del Centro Universitário Univates, donde esta en operación desde febrero de 2002.

## Características
- Gnuteca es Software Libre, lo que significa que puede ser copiado, distribuido o modificado libremente.
- El software está basado en estándares ampliamente difundidos y utilizados por muchas bibliotecas como el ISIS (Unesco) y  MARC21 (LOC - Library Of Congress).
- Por haber sido desarrollado dentro de un ambiente CDS/ISIS, Gnuteca está diseñada para una fácil migración de acervos de este tipo, además de muchos otros.
- El sistema puede ser utilizado tanto en la gestión de pequeños acervos particulares, como para acervos de más de 100 mil ejemplares.[2]